# Піерсолл (Техас)
Піерсолл (англ. Pearsall) — місто (англ. city) в США, в окрузі Фріо штату Техас. Населення — 7325 осіб (2020).

## Географія
Піерсолл розташований за координатами 28°53′17″ пн. ш. 99°5′56″ зх. д. / 28.88806° пн. ш. 99.09889° зх. д. (28.887925, -99.098991).  За даними Бюро перепису населення США в 2010 році місто мало площу 15,41 км², з яких 15,37 км² — суходіл та 0,04 км² — водойми.

## Демографія
Згідно з переписом 2010 року, у місті мешкало 9146 осіб у 2435 домогосподарствах у складі 1767 родин. Густота населення становила 594 особи/км².  Було 2750 помешкань (178/км²).
Расовий склад населення:
| - 78,9 % — білих - 3,3 % — азіатів - 1,3 % — чорних або афроамериканців - 0,5 % — корінних американців - 14,1 % — осіб інших рас |

До двох чи більше рас належало 1,8 %. Частка іспаномовних становила 85,1 % від усіх жителів.
За віковим діапазоном населення розподілялося таким чином: 24,7 % — особи молодші 18 років, 64,3 % — особи у віці 18—64 років, 11,0 % — особи у віці 65 років та старші. Медіана віку мешканця становила 31,7 року. На 100 осіб жіночої статі у місті припадало 142,1 чоловіків;  на 100 жінок у віці від 18 років та старших — 157,4 чоловіків також старших 18 років.
Середній дохід на одне домашнє господарство  становив 51 510 доларів США (медіана — 33 311), а середній дохід на одну сім'ю — 56 775 доларів (медіана — 34 854). Медіана доходів становила 35 242 долари для чоловіків та 22 417 доларів для жінок. За межею бідності перебувало 24,6 % осіб, у тому числі 27,9 % дітей у віці до 18 років та 16,1 % осіб у віці 65 років та старших.
Цивільне працевлаштоване населення становило 2981 особа. Основні галузі зайнятості: освіта, охорона здоров'я та соціальна допомога — 22,2 %, роздрібна торгівля — 18,0 %, виробництво — 10,1 %, сільське господарство, лісництво, риболовля — 10,1 %.